# Calicasas
Calicasas – gmina w Hiszpanii, w prowincji Grenada, w Andaluzji, o powierzchni 11,25 km². W 2011 roku gmina liczyła 571 mieszkańców. Ogranicza się do gmin Cogollos Vega, Güevéjar, Peligros i Albolote.